# Jimbaran Kulon
Jimbaran Kulon is een bestuurslaag in het regentschap Sidoarjo van de provincie Oost-Java, Indonesië. Jimbaran Kulon telt 1121 inwoners (volkstelling 2010).